# Glycine max
Glycine max, llamada popularmente soya o soja (en Argentina, España, Paraguay y
Uruguay), es una especie de plantas de la familia Fabaceae, o familia de las leguminosas. Se cultiva por sus semillas, de contenido medio en aceite (véase Planta oleaginosa) y alto en proteína. El grano de soya y sus subproductos (aceite y harina de soya) se utilizan en la alimentación humana, del ganado y de aves. Se comercializa en todo el mundo debido a sus múltiples usos.
Utilizada en China durante más de 5000 años, hoy en día la soja está presente en muchos alimentos, tanto tradicionales como nuevos y también como aditivo en alimentos preparados.
Entre los preparados tradicionales de la soja encontramos la leche de soja y el tofu entre las preparaciones no fermentadas y la salsa de soja, el miso, el nattō o el tempeh entre los fermentados. Por otra parte, la soja es la base para producir el aceite de soja, que supone casi la mitad de los aceites vegetales producidos en el mundo. Pero la soja también se utiliza como ingrediente o aditivo de todo tipo de preparados alimenticios como por ejemplo embutidos, pizzas, hamburguesas, pastelería e incluso al chocolate.
El cultivo de soya, además de ser un factor muy valioso, ayuda al ser humano si se efectúa en el marco de un cultivo por rotación estacional, ya que fija el nitrógeno en los suelos, agotados tras haberse practicado otros cultivos intensivos.
El continente americano es el mayor productor de soja del mundo: En 2021 se produjo el 87,2 % de la soja en esta región y Brasil, los Estados Unidos y Argentina fueron los tres mayores productores de soja del mundo.

## Etimología

Nombres comunes ('soya' o 'soja') para las semillas de Glycine max.

La palabra «soya» se originó de una corrupción de los nombres cantoneses o japoneses de la salsa de soya (en chino, 豉油; jyutping, si6jau4; Yale cantonés, sihyàuh; en japonés: 醤油, romanizado: shōyu).
La etimología del género, Glycine, proviene de Carlos Linneo. Al nombrar el género, Linneo observó que una de las especies del género tenía una raíz dulce. Basándose en la dulzura, latinizó la palabra griega para ‘dulce’, glykós.
El nombre del género no está relacionado con el aminoácido glicina.[cita requerida]
Existe una confusión generalizada de la equivalencia entre «soja amarilla» (Glycine max) y «soja verde» (Vigna radiata).

## Descripción
La soya varía en crecimiento, hábito, y altura. Puede crecer desde 20 cm hasta 1 metro de altura y tarda por lo menos 1 día en germinar.
Las vainas, tallos y hojas están cubiertas por finos pelos marrones o grises. Las hojas son trifoliadas, tienen de 3 a 4 folíolos por hoja, y miden de 6-15 cm de longitud y de 2-7 cm de ancho. Las hojas caen antes de que las semillas estén maduras. Las flores grandes, inconspicuas y autofértiles nacen en la axila de la hoja y son de color blanco, rosa o púrpura.
El fruto es una vaina pilosa que crece en grupos de 3-5, cada vaina tiene 3-8 cm de longitud y usualmente contiene 2-4 (raramente más) semillas de 5-11 mm de diámetro.
La cáscara de la semilla es de color negro, marrón, azul, amarillo, verde o abigarrado. La cáscara de la legumbre (poroto en Argentina) madura es dura, resistente al agua y protege al cotiledón e hipocótilo (o "germen") de daños. Si se rompe la cubierta de la semilla, esta no germinará. La cicatriz, visible sobre la semilla, se llama hilum (de color negro, marrón, gris y amarillo) y en uno de los extremos del hilum está el micrópilo, o pequeña apertura en la cubierta de la semilla que permite la absorción de agua para brotar.
Las semillas, con niveles muy altos de proteína, pueden sufrir desecación, a pesar de ello sobrevivir y revivir después de la absorción de agua.

### Germinación
La primera etapa de crecimiento es la germinación, que se manifiesta por primera vez cuando emerge la radícula de una semilla.
Esta es la primera etapa del crecimiento de la raíz y ocurre dentro de las primeras 48 horas bajo condiciones ideales de crecimiento. Las primeras estructuras de fotosíntesis, los cotiledones, se desarrollan a partir del hipocótilo, la primera estructura vegetal que emerge del suelo. Estos cotiledones actúan como hojas y como fuente de nutrientes para la planta inmadura, proporcionando a la plántula nutrición durante sus primeros 7 a 10 días.

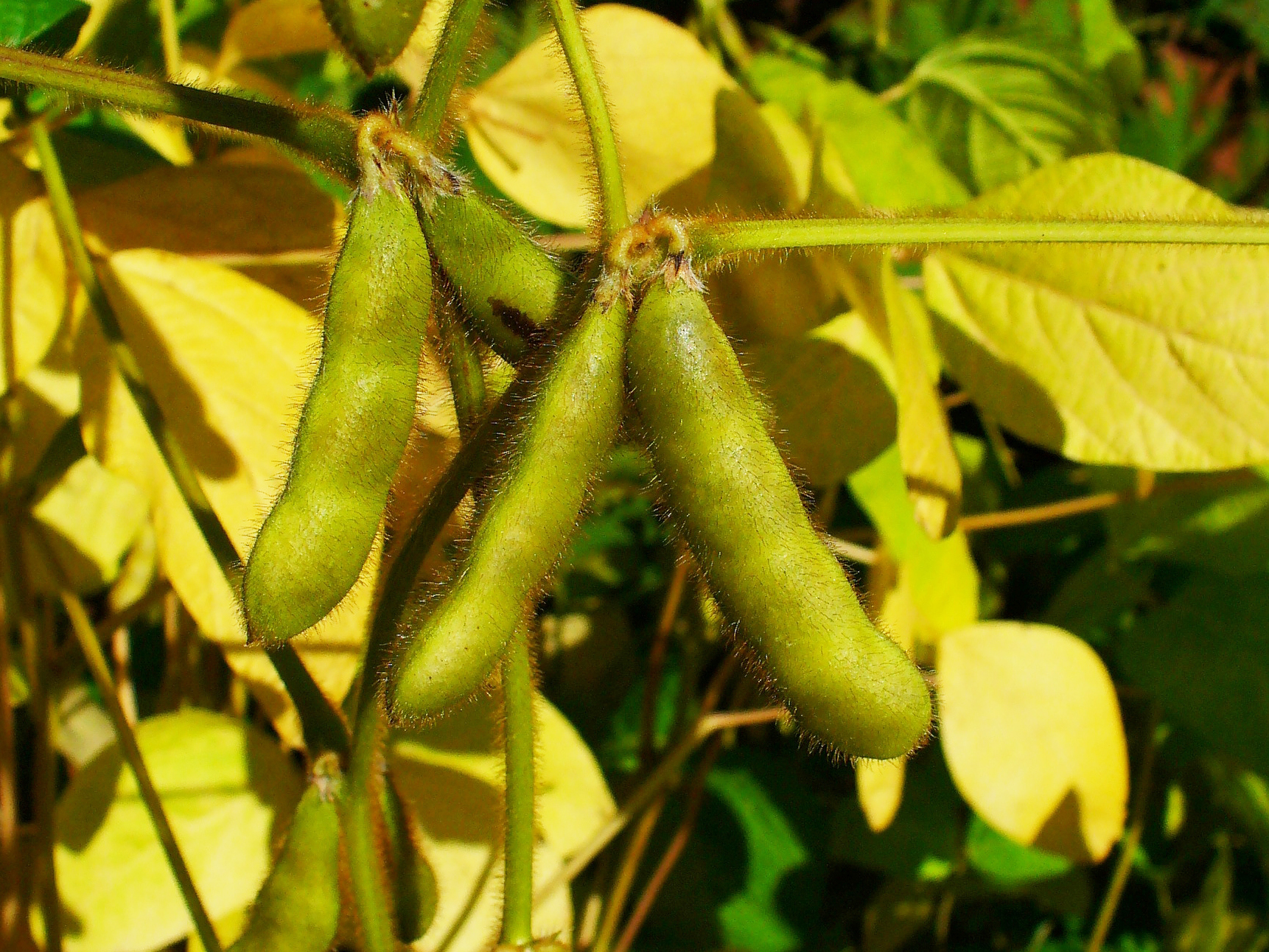
Fruto de la soja

### Maduración
Las primeras hojas verdaderas se desarrollan como un par de hojas simples. Posteriormente a este primer par, los nodos maduros forman hojas compuestas con tres hojas. Las hojas trifoliadas maduras, que tienen de tres a cuatro folíolo por hoja, suelen tener entre 6–15 cm (2.4–5.9 in) de largo y 2–7 cm (0.79–2.76 in) de ancho. En condiciones ideales, el crecimiento del tallo es continuo, produciendo nuevos nodos cada cuatro días.
Antes de la floración, las raíces pueden crecer 1,9 cm (0,75 pulgadas) por día. Si hay  rizobios presentes, el nódulo radicular comienza cuando aparece el tercer nódulo. La nodulación suele continuar durante 8 semanas antes de que el proceso de infección simbiótica se estabilice.
Las características finales de una planta de soja son variables, con factores como la genética, la calidad del suelo y el clima que afectan a su forma; sin embargo, las plantas de soja completamente maduras suelen tener una altura de entre 51 y 127 cm. y tienen profundidades de enraizamiento entre 76 y 152 cm.

### Floración
La floración es desencadenada por la duración del día. A menudo comienza una vez que los días se vuelven más cortos que 12,8 horas.
Este rasgo es muy variable, sin embargo, con diferentes variedades que reaccionan de manera diferente al cambio de la duración del día.
La soja forma flores autofértiles y poco visibles que nacen en la axil de la hoja y son de color blanco, rosa o morado. Dependiendo de la variedad de soja, el crecimiento de los nodos puede cesar una vez que comienza la floración. Las variedades que continúan con el desarrollo de los nódulos después de la floración se denominan "indeterminados" y son más adecuadas para climas con temporadas de crecimiento más largas. A menudo la soja deja caer sus hojas antes de que las semillas estén completamente maduras. 
Por otras partes, estudios han identificado el  síndrome de retención foliar y del tallo verde de la soya (RFTV) es comúnmente conocido como soya loca en Brasil y puede causar pérdidas en el rendimiento de la leguminosa de alrededor del 60 %.

### Resistencia de la semilla
La cáscara de la judía madura es dura, resistente al agua y protege el cotiledón y el hipocótilo (o "germen") de posibles daños. Si la cubierta de la semilla se agrieta, la semilla no podrá germinar. La cicatriz, visible en la cubierta de la semilla, es denominada hilum (los colores incluyen el negro, el marrón, el beige, el gris y el amarillo) y en un extremo del hilio se encuentra el óvulo, o pequeña abertura en la cubierta de la semilla, cuya función principal es permitir la absorción de agua para la germinación.
Algunas semillas, como las de soja, que contienen niveles muy elevados de proteína, pueden sufrir desecación, pero sobreviven y reviven tras la absorción de agua. A. Carl Leopold comenzó a estudiar esta capacidad en el Boyce Thompson Institute for Plant Research de la Universidad de Cornell a mediados de la década de 1980. Descubrió que la soja y el maíz tienen una serie de carbohidratos solubles que protegen la viabilidad celular de la semilla. A principios de la década de 1990 se le concedieron patentes sobre técnicas de protección de membranas y proteínas biológicas en estado seco.

### Capacidad de fijación de nitrógeno
Al igual que muchas leguminosas, la soja puede fijar el nitrógeno atmosférico, debido a la presencia de bacterias simbióticas del grupo de los rizobios.

## Clasificación

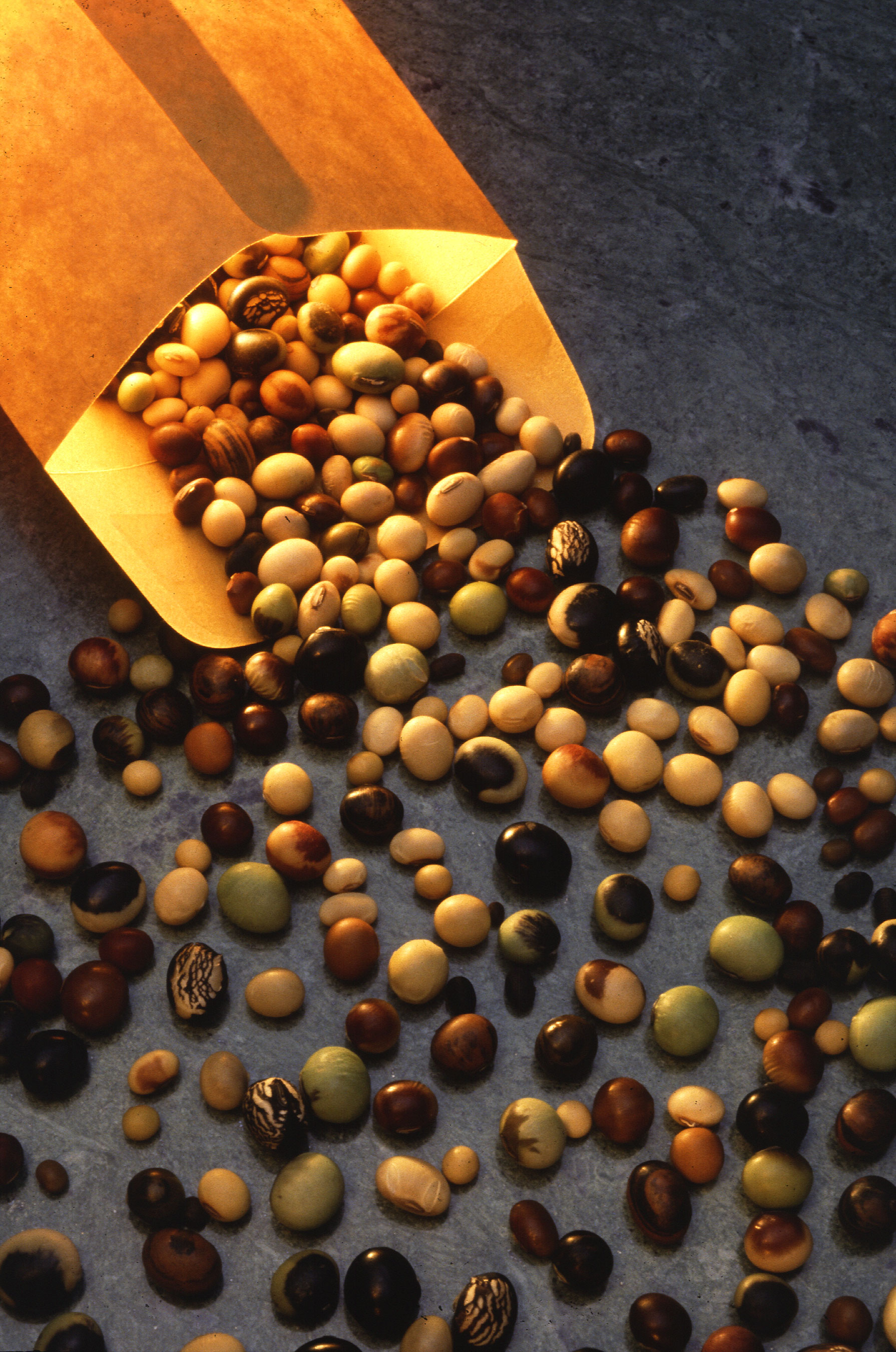
Variedades de soja se usan para muchos propósitos.

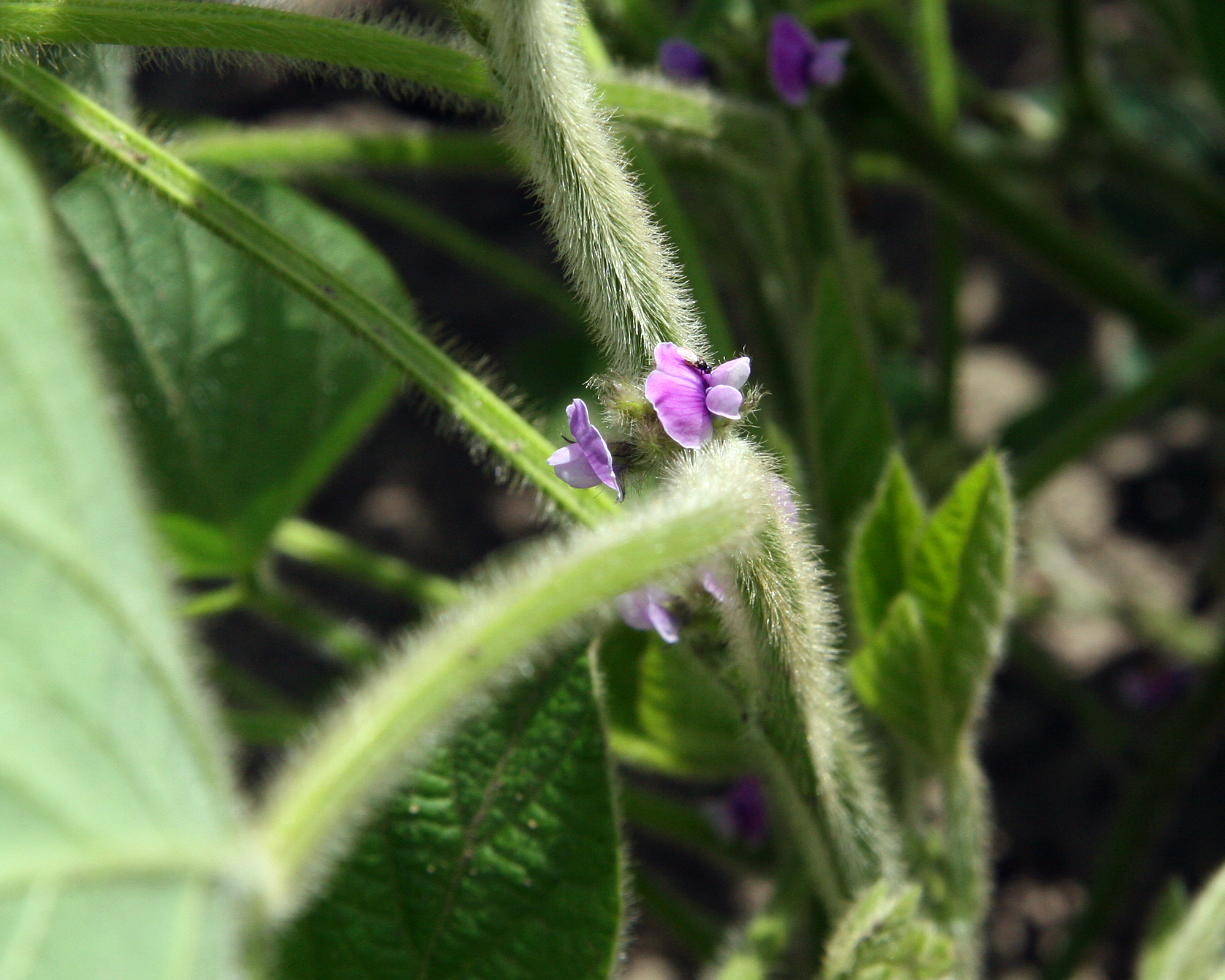
Pequeñas flores púrpuras de soja

El nombre de género Glycine fue introducido originalmente por Linnaeus (1737) en la primera edición de Genera Plantarum. La palabra glycine deriva del griego - glykys (dulce) y se refiere, probablemente al dulzor de los tubérculos comestibles con forma de pera (apios en Griego) producidos por la enredadera leguminosa o herbácea trepadora, Glycine apios, que ahora se conoce como Apios americana. La soya cultivada primero apareció en Species Plantarum, Linnaeus, bajo el nombre de Phaseolus max L. La combinación, Glycine max (L.) Merr., fue propuesta por Merrill en 1917, ha llegado a ser el nombre válido para esta planta.
Como otras cosechas de larga domesticación, el parentesco de la soja moderna con las especies que crecen en forma silvestre ya no puede ser trazada con ningún grado de certeza. Es una variedad cultural con un amplio número de cultivares.
El género Glycine Wild. se divide en dos subgéneros: Glycine y soja. El subgénero soja Moench incluye la soja cultivada, G. max (L.) Merr., y la soja silvestre: G. soja Siebold & Zucc. Ambas especies son anuales. La soja crece solo bajo cultivo mientras que G. soja crece en forma silvestre en China, Japón, Corea, Taiwán y Rusia. Glycine soja es el ancestro silvestre de la soja: el progenitor silvestre. En la actualidad, el subgénero Glycine consiste en al menos 16 especies silvestres perennes: por ejemplo, Glycine canescens, y G. tomentella Hayata que se encuentra en Australia y Papúa Nueva Guinea.

## Composición química de la semilla
En conjunto, el aceite y las proteínas presentes en las semillas de soja representa aproximadamente el 60 % del peso de la semilla seca; proteína 40 % y aceite 20 %. El resto se compone de 35 % de carbohidratos y cerca del 5 % ceniza. Los cultivares comprenden aproximadamente 8 % cáscara de semilla, 90 % cotiledones y 2 % ejes de hipocótilo o germen.
Tiene un alto contenido de proteínas de buena calidad. Algunos de sus derivados se consumen en substitución de los productos cárnicos. Los adultos necesitan ingerir con la dieta 8 aminoácidos (los niños, 9) de los 20 necesarios para fabricar proteínas. Las proteínas más completas, es decir, con todos los aminoácidos necesarios, suelen encontrarse en los alimentos de origen animal. Sin embargo la soja aporta los 8 aminoácidos esenciales en la edad adulta, aunque el aporte de metionina sea algo escaso; pero esto puede compensarse fácilmente incluyendo semillas de sésamo (con relativa alta concentración de metionina), cereales (como avena, maíz o arroz negro), frutos secos (como cacahuetes y almendras) o legumbres en la alimentación diaria.
El principal glúcido de la soja madura son el disacárido sacarosa (del 2,5 al 8,2 %), el trisacàrido rafinosa (del 0,1 al 1,0 %) compuesto por una molécula de sacarosa unida a una molécula de galactosa, y el tetrasacàrido estaquiosa (del 1,4 al 4,1 %) compuesto por una molécula de sacarosa unida a dos moléculas de galactosa. Los oligosacáridos rafinosa y estaquiosa protegen la semilla de la desecación.
La mayoría de la proteína de soya es una proteína de almacenamiento relativamente estable al calor. Esta estabilidad permite la elaboración de alimentos que se deben cocinar a altas temperaturas, tales como el tofu, el zumo o jugo de soya y las proteínas vegetales texturizadas (harina de soja) que para ser hechas deben ser cocidas a temperaturas muy elevadas.
Los glúcidos insolubles de la soja son los polisacáridos complejos de la celulosa, la hemicelulosa y la pectina. La mayoría de los glúcidos presentes en la soja se pueden clasificar dentro de lo que se denomina fibra alimentaria.
Los componentes principales de la soja son:
- Isoflavonas (fitoestrógenos ): dadzeïna, genisteína. Son fenoles heterocíclicos con una fórmula estructural similar a la del estradiol.
- Proteínas: principalmente glicina y caseína.
- Glúcidos: holòsidos, pentosanos y galactógena.
- Otros: lípidos, fosfolípidos, esteroles (sitosterol, estigmasterol), pigmentos carotenoides y antocianos, enzimas (amilasa, proteasa, ureasa), vitaminas (B, D, E), saponósidos esteroidales, inositol-hexafosfato (IP6), fibra (los brotes especialmente), etc.

## Cultivo

### Condicionamientos geográficos y climáticos

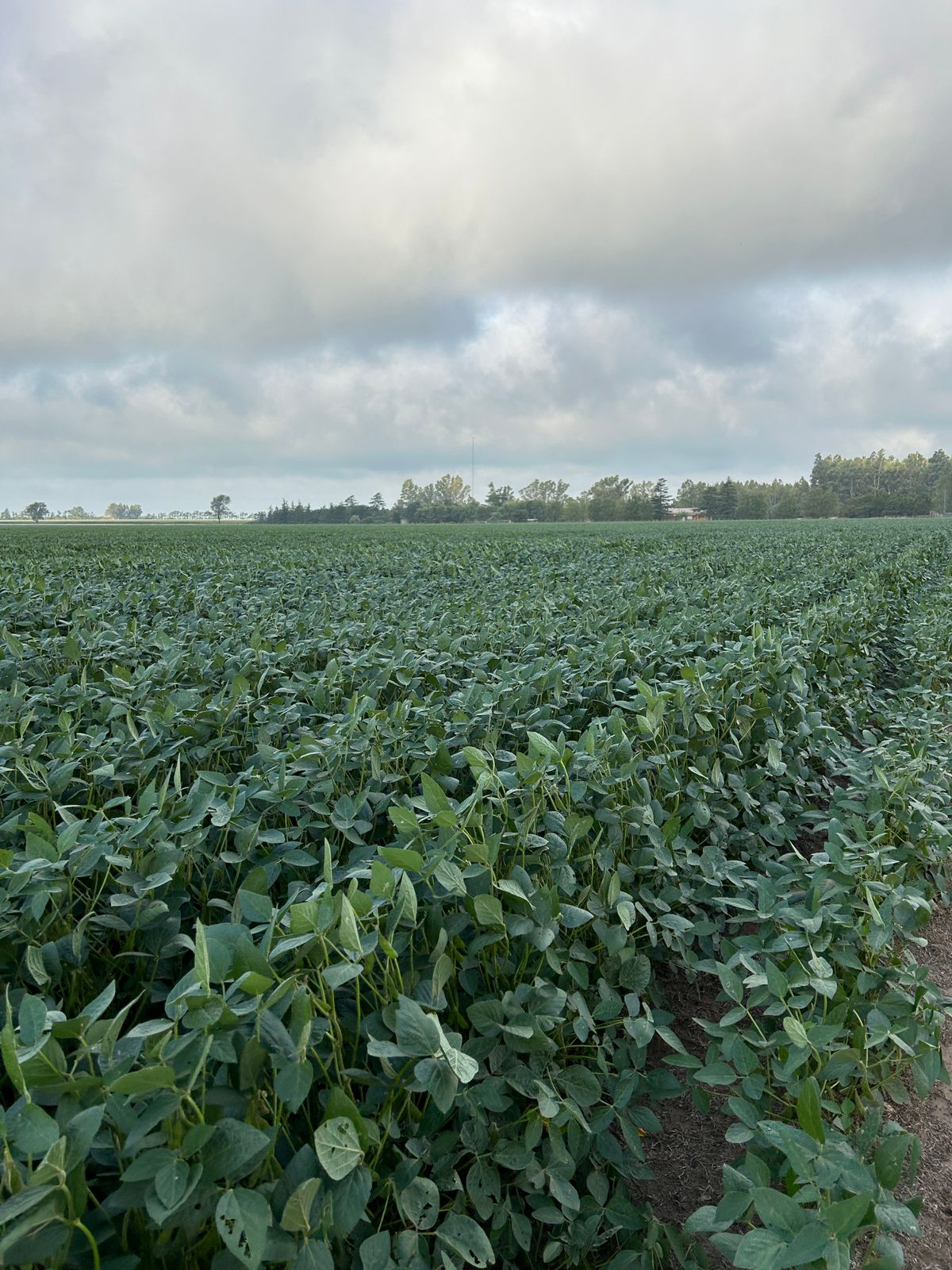
Cultivo de soja en Argentina

Las necesidades de agua de la soja son similares a las del maíz. La soja, durante su proceso de maduración, exige suficiente humedad para una buena formación del grano. Por ello, el cultivo de una soja con proteína de calidad requiere un clima húmedo, si no se emplea el regadío. En concreto, exige una pluviometría de al menos 300 mm en la época de cultivo, y una relativa ausencia de lluvias en la época de recolección para no obstaculizar la misma.
La soja requiere humedad, pero se ve afectada de forma muy negativa por los encharcamientos. Por ello, su cultivo requiere un terreno relativamente llano.

### Producción
Hasta principios del siglo XX, el cultivo y la alimentación humana con vaina de soja y sus derivados se reducía a Asia Oriental, los territorios de las actuales China, Taiwán, Corea, Japón y Vietnam. Su difusión en Occidente se debe en gran medida a los estudios del estadounidense George W. Carver (1864-1943), que no solo valoró su uso para la alimentación humana, sino que fue uno de los pioneros en plantear el uso de derivados de soja para producir plásticos y combustibles (en especial biodiésel).
Sin embargo, el cultivo masivo en Occidente (en particular en el Medio Oeste estadounidense y en diversas zonas agrícolas de Argentina, Brasil, Oriente de Bolivia, Uruguay y Paraguay) comenzó apenas en los años 1970, para llegar a tener en los años 1990 un auge extremado; substituyendo en muchos casos territorios antes dedicados a los auténticos cereales (trigo, maíz, etc.) o a la ganadería e, incluso, amenazando áreas forestales.

## Usos

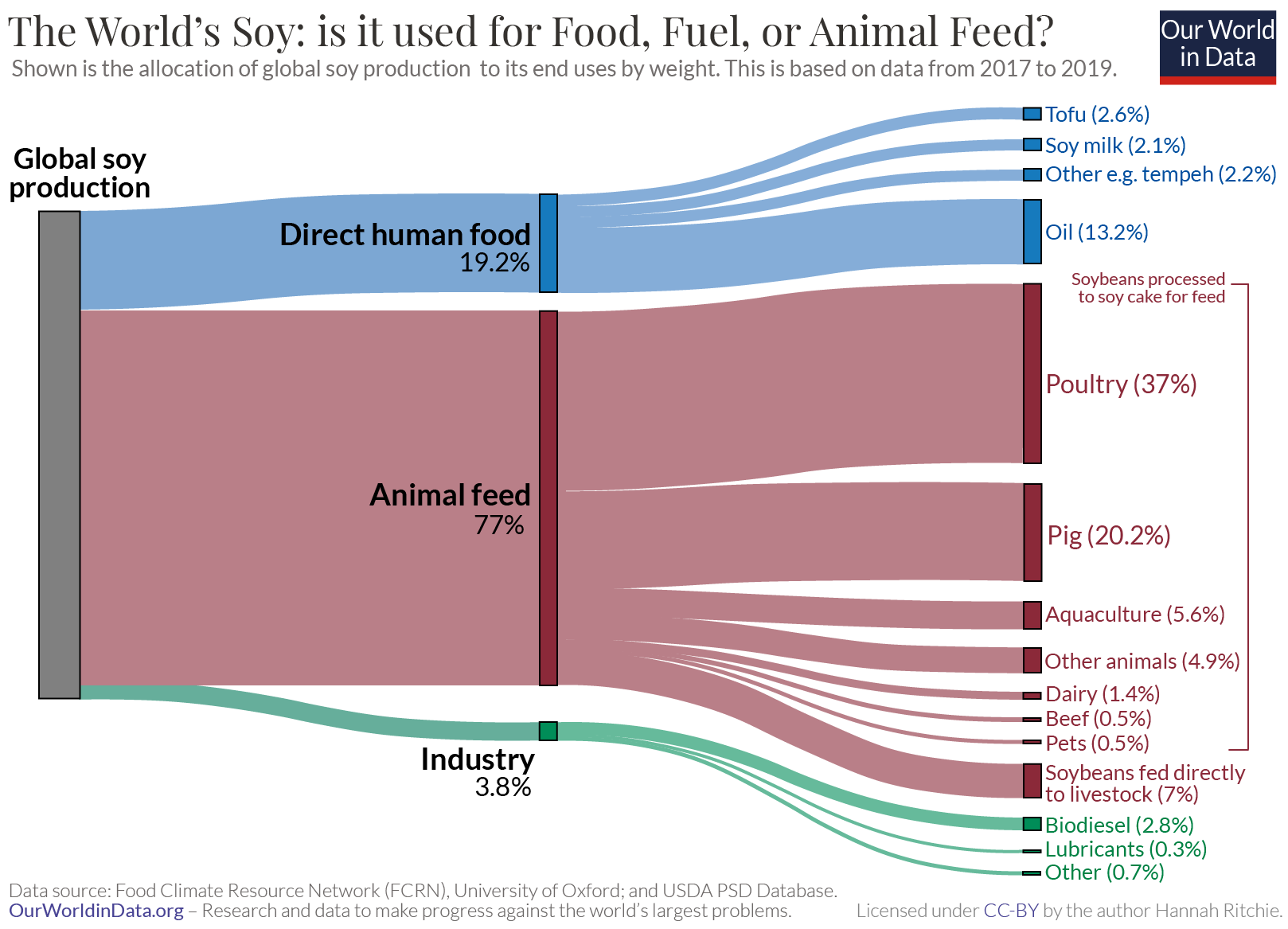
Desglose de para qué se utilizó la soja del mundo en 2018.

Es usada para muchos productos que pueden reemplazar en su aporte proteínico a otros de origen animal.
La soja es utilizada por su aporte proteínico también como alimento para animales, en forma de harina de soya, área en la que compite internacionalmente con la harina de pescado.
Aunque con un notable diferencial inferior en su precio, la cotización internacional de la soya es paralela a la de la harina de pescado. Cuando escasea la soya, sube automáticamente el precio de la harina de pescado y viceversa.
El gran valor proteínico de la legumbre (posee los ocho aminoácidos esenciales) lo hace un gran sustituto de la carne en culturas veganas. De la soja se extraen subproductos como la leche de soya o la carne de soya.
Es alimento de consumo habitual en países orientales como China y Japón, tanto fresca (como vainas cocidas o edamame) como procesada. De ella se obtienen distintos derivados como el aceite de soya, la salsa de soya, los brotes de soya, el tōfu, nattō o miso. Del grano se obtiene el tausí, que es la judía de soja salada y fermentada, muy usada en platos chinos.
Algunos derivados:
- Leche de soya: producto tradicional asiático conseguido por semilla molida, extraído en caliente en agua y cocido.
- Tofu o queso de soya: leche de soya coagulada con sales de magnesio, patata o vinagre; la humedad es variable según las preparaciones y crianza;
- Tempeh: semilla decorticado, cocido en agua y fermentado durante 24-48 horas de una seta; se tienen formas que son rebanadas y fritas.
- Yuba: Es la "nata" de la leche de soya. Se usa en cocina vegetariana y vegana para elaborar sucedáneos de productos animales.
- Productos fermentados, salsas y bebidas, típicos de la cocina oriental.

### Beneficios y propiedades
- Hipoglucemia: reduce la tasa de azúcares en la sangre (tratamiento de diabetes).[cita requerida]
- Fuente de proteínas en la alimentación[18]
- Previene los trastornos cardiovasculares; reduce el colesterol.[19]
- Alivia los trastornos de la menopausia y menstruales por presentar:
  - Isoflavonoides: con acción hipocolesterolizante.
  - Fitoestrógenos: estrógenos de origen vegetal.
- Previene la osteoporosis por la reducción de estrógenos femeninos.
- De la soya se obtienen diversos derivados, como la bebida de soya o el tofu, excelentes alimentos para personas intolerantes a la lactosa o alérgicas a la proteína láctea.
- Por su composición lipídica, se obtienen derivados como la lecitina, utilizada como ingrediente por la industria agroalimentaria. La lecitina de soya es altamente calórica, unas 763 kcal por cada 100 gramos,[20] básicamente porque se trata de lípidos, por lo que su consumo debe ser moderado.

Los oligosacáridos rafinosa y estaquiosa protegen la semilla de la desecación pero se trata de azúcares que no son digeribles y contribuyen a las flatulencias y las molestias abdominales en los seres humanos y los demás animalesmonogástricos. Los oligosacáridos no digeridos se descomponen en el intestino gracias a los microorganismos produciendo gases como el dióxido de carbono, hidrógeno y metano.
Dado que los glúcidos solubles de la soja se encuentran en el suero y se descomponen durante la fermentación, el concentrado de soja, la proteína de soja, el tofu, la salsa de soja y los brotes de soja germinados no provocan flatulencia. Por otro lado, puede haber algunos efectos beneficiosos para la ingesta de oligosacáridos como la rafinosa y la estaquiosa, en fomentar la actividad de los bifidobacterias del colon contra las bacterias de la putrefacción.

### Relación con la salud
Aunque investigaciones de fuentes independientes desaconsejan su uso diario en embarazadas, adolescentes y niños menores de 5 años y que algunos investigadores sostienen que la elevada proporción de fitoestrógenos en la soja puede acarrear problemas hormonales cuando se la usa en la alimentación humana, en particular en niños, este efecto se produciría únicamente cuando la soya no es parte de una dieta equilibrada.
Algunos estudios afirman que los fitoestrógenos, presentes en la soja, pueden afectar a la calidad de esperma, reduciendo el número de espermatozoides. En cambio, otros estudios indican que existe evidencia científica de que las isoflavonas de la soja no tienen efectos feminizantes en el hombre, como tampoco provocan desequilibrios hormonales, ni afectan al nivel total de testosterona, ni afectan a la calidad del esperma. Aunque las moléculas de isoflavonas son muy similares a los estrógenos, sus efectos sobre el organismo son muy distintos. Las habas de soja y los alimentos procesados no son los que contienen el más alto "total de fitoestrógeno" contenido en la comida. Un estudio encontró que los grupos de comida con fitoestrógenos más altos por cada 100 gramos eran los frutos de cáscara y semillas oleaginosas, productos de soya, cereales y panes, las legumbres, productos cárnicos, diversos alimentos procesados que pueden contener soya, vegetales y frutas.
La soya es una fuente completa de proteínas según el índice PDCAAS, siendo el primer limitante el aminoácido (metionina).

## Fertilización en cultivo
Es muy importante fertilizar los cultivos de soya para obtener mejores rendimientos agrícolas. El principal fertilizante utilizado en la producción de soja es el superfosfato de calcio o superfosfato simple, que se aplica en el momento en que se siembra la semilla —por ello se le denomina arrancador—, que aporta los requerimientos del cultivo en P (fósforo), S (azufre) y Ca (calcio).
La cantidad a aportar varía entre 50 y 100 kg/ha. La planta como leguminosa se asocia simbióticamente a bacterias del género Bradyrhizobium y forma nódulos capaces de fijar nitrógeno del aire.

## Producción mundial

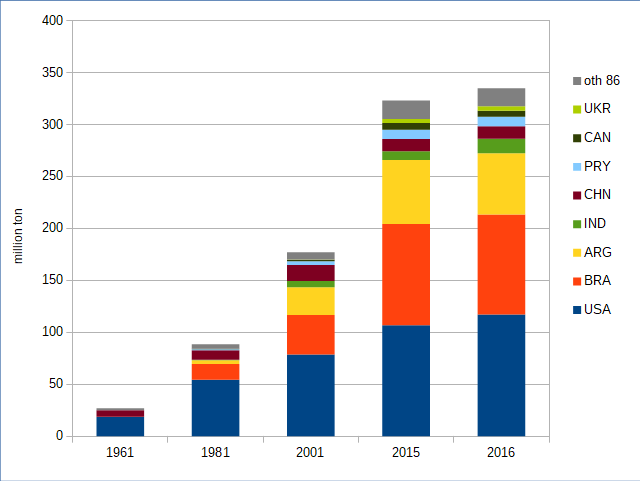
Producción de soja (1961-2016)
Código de país;; ISO_3166-1, oth 86; otros 86 países.
Los 8 principales países produjeron el 94,82% en 2016.

| Productores principales de soja (2019) (millones de toneladas) | Productores principales de soja (2019) (millones de toneladas) |
| -------------------------------------------------------------- | -------------------------------------------------------------- |
| Brasil                                                         | 114,26                                                         |
| Estados Unidos                                                 | 96,79                                                          |
| Argentina                                                      | 55,26                                                          |
| China                                                          | 15,72                                                          |
| India                                                          | 13,26                                                          |
| Paraguay                                                       | 8,52                                                           |
| Canadá                                                         | 6,04                                                           |
| Rusia                                                          | 4,35                                                           |
| Ucrania                                                        | 3,69                                                           |
| Bolivia                                                        | 2,99                                                           |
| Total mundial                                                  | 320,93                                                         |

Fuente

## Taxonomía

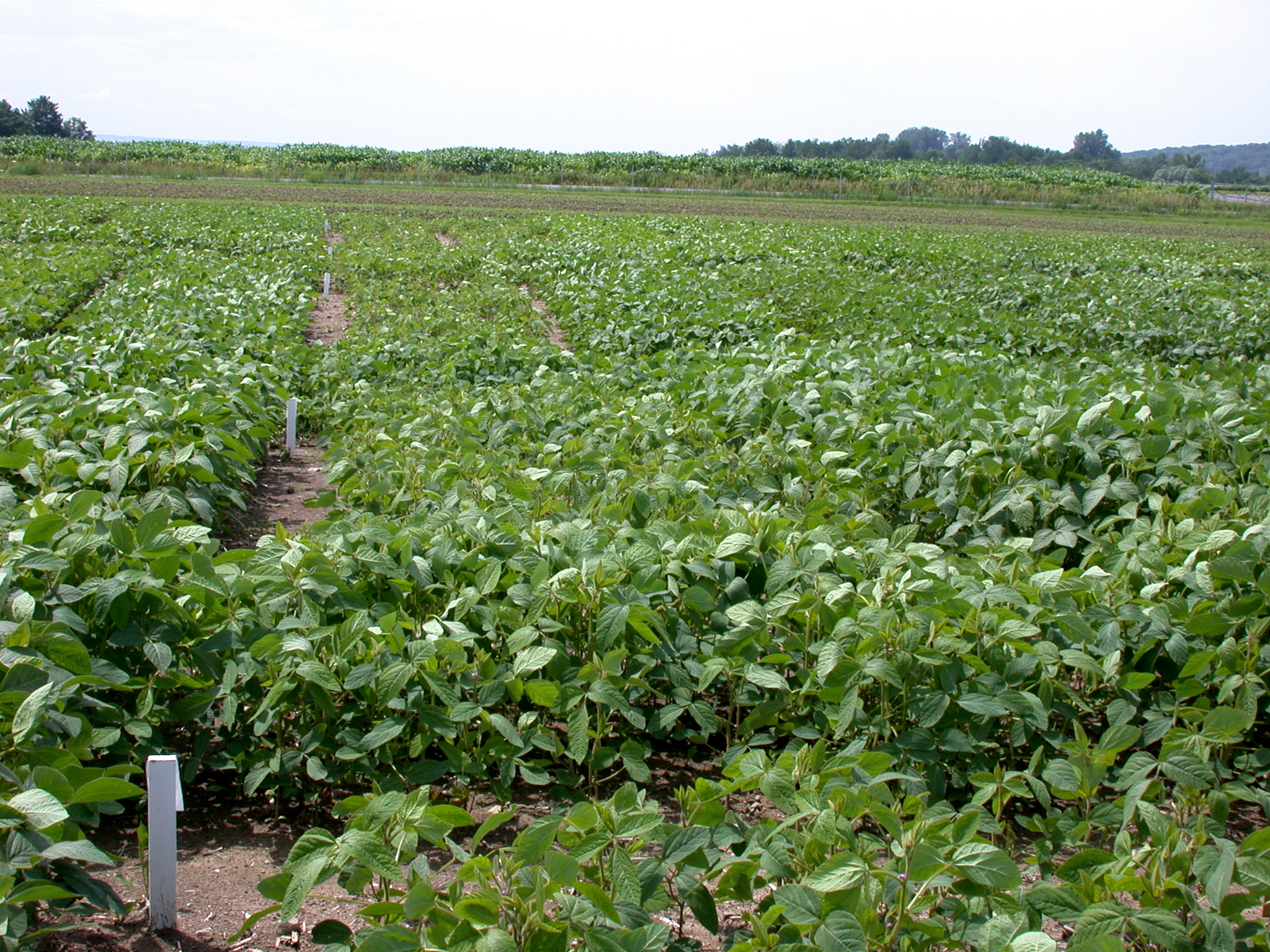
Cultivo de soja

Glycine max fue descrita por (L.) Merr. y publicado en An Interpretation of Rumphius's Herbarium Amboinense 274. 1917.

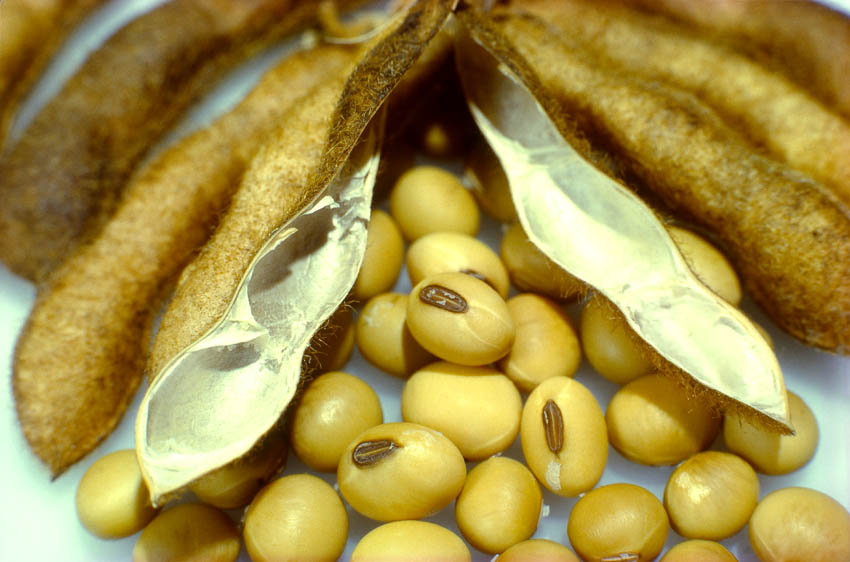
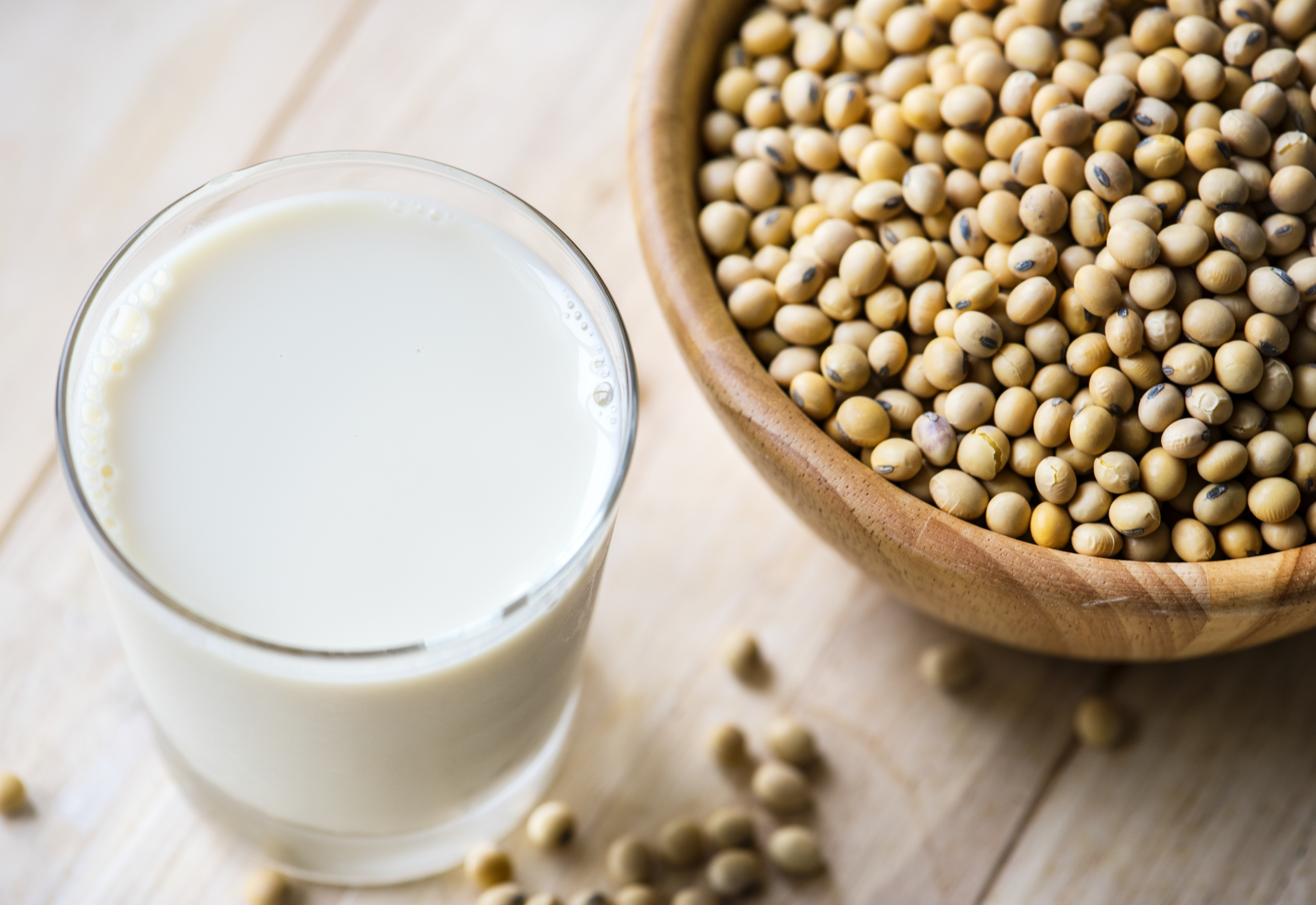
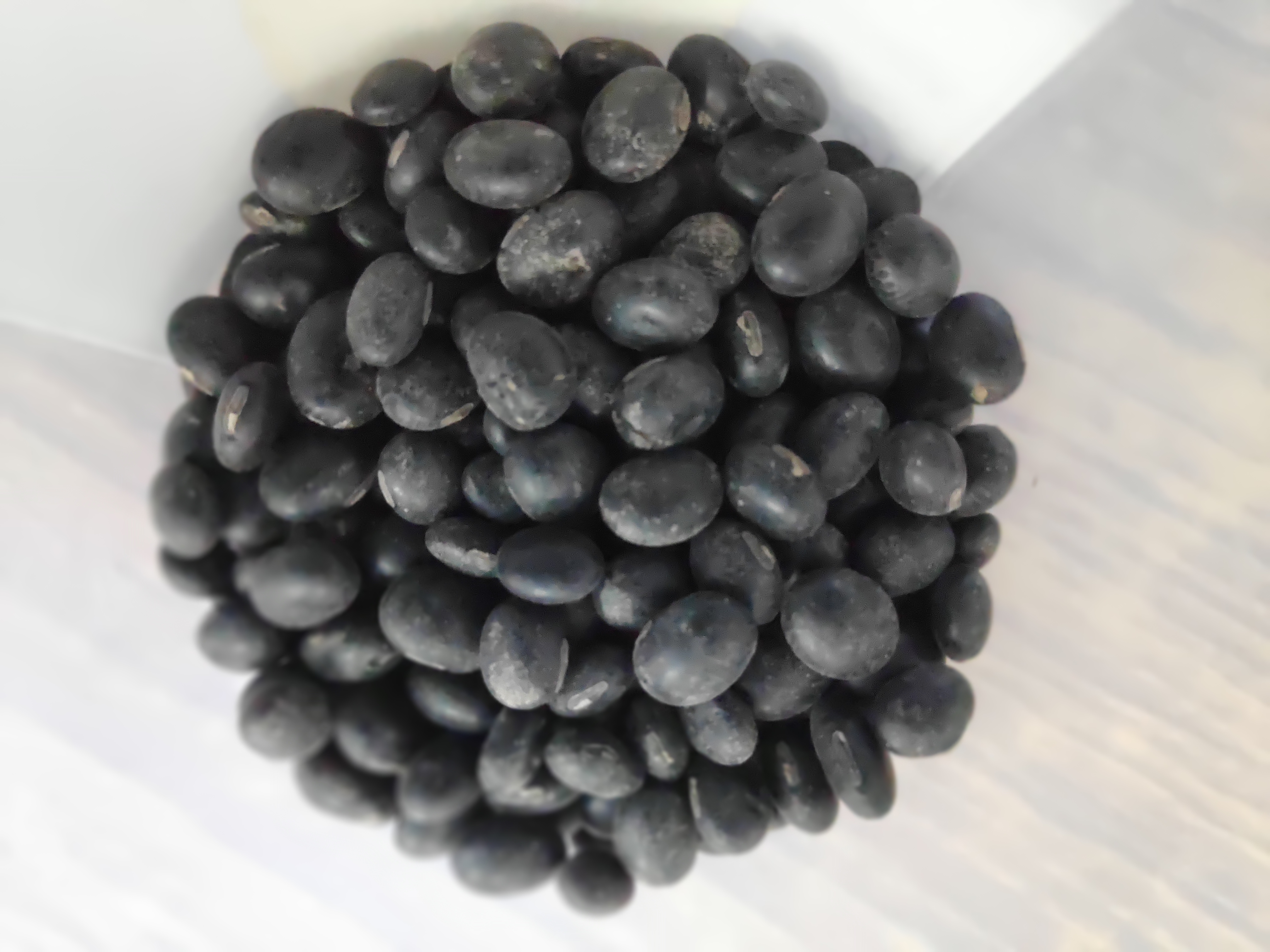
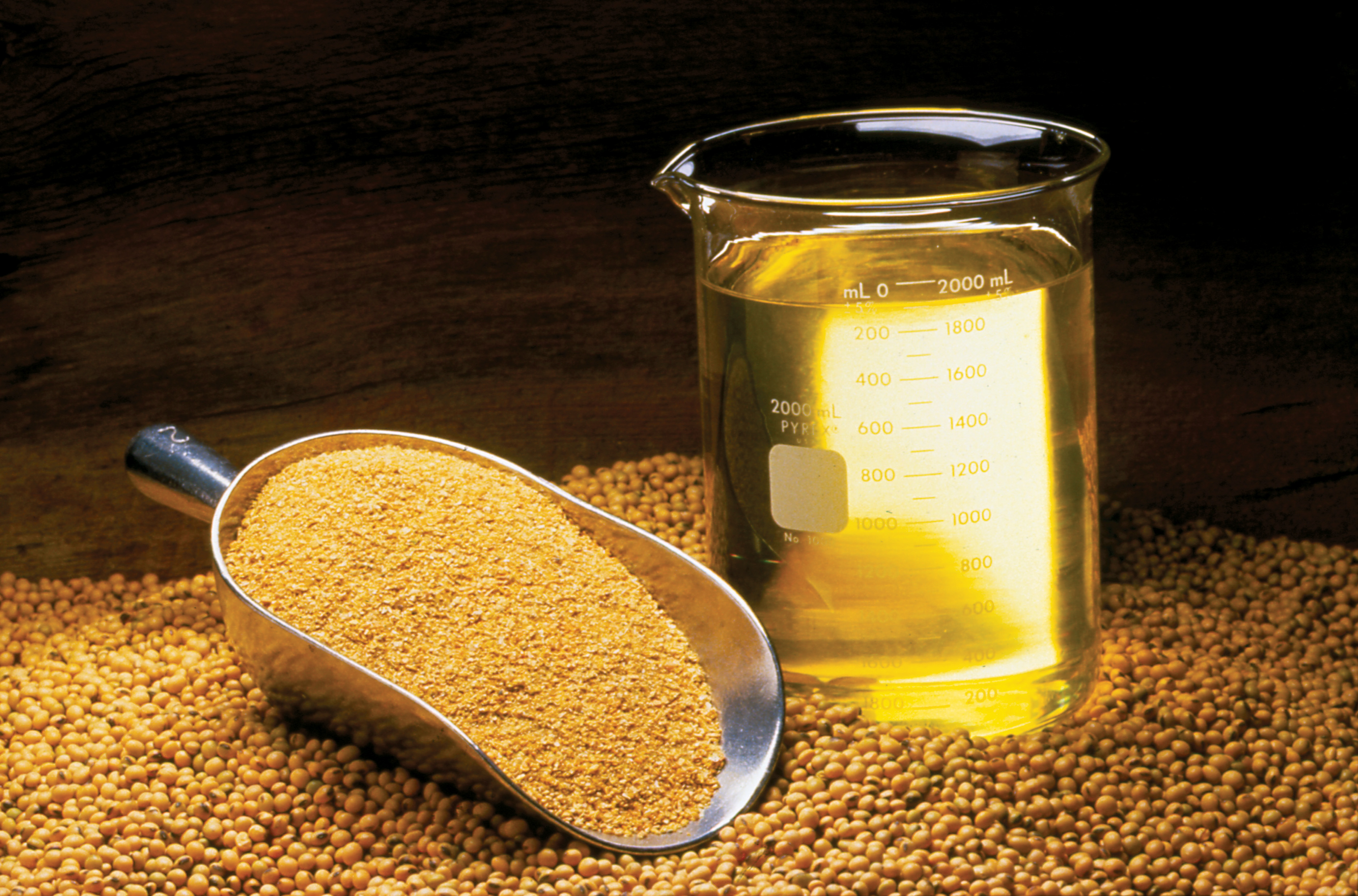
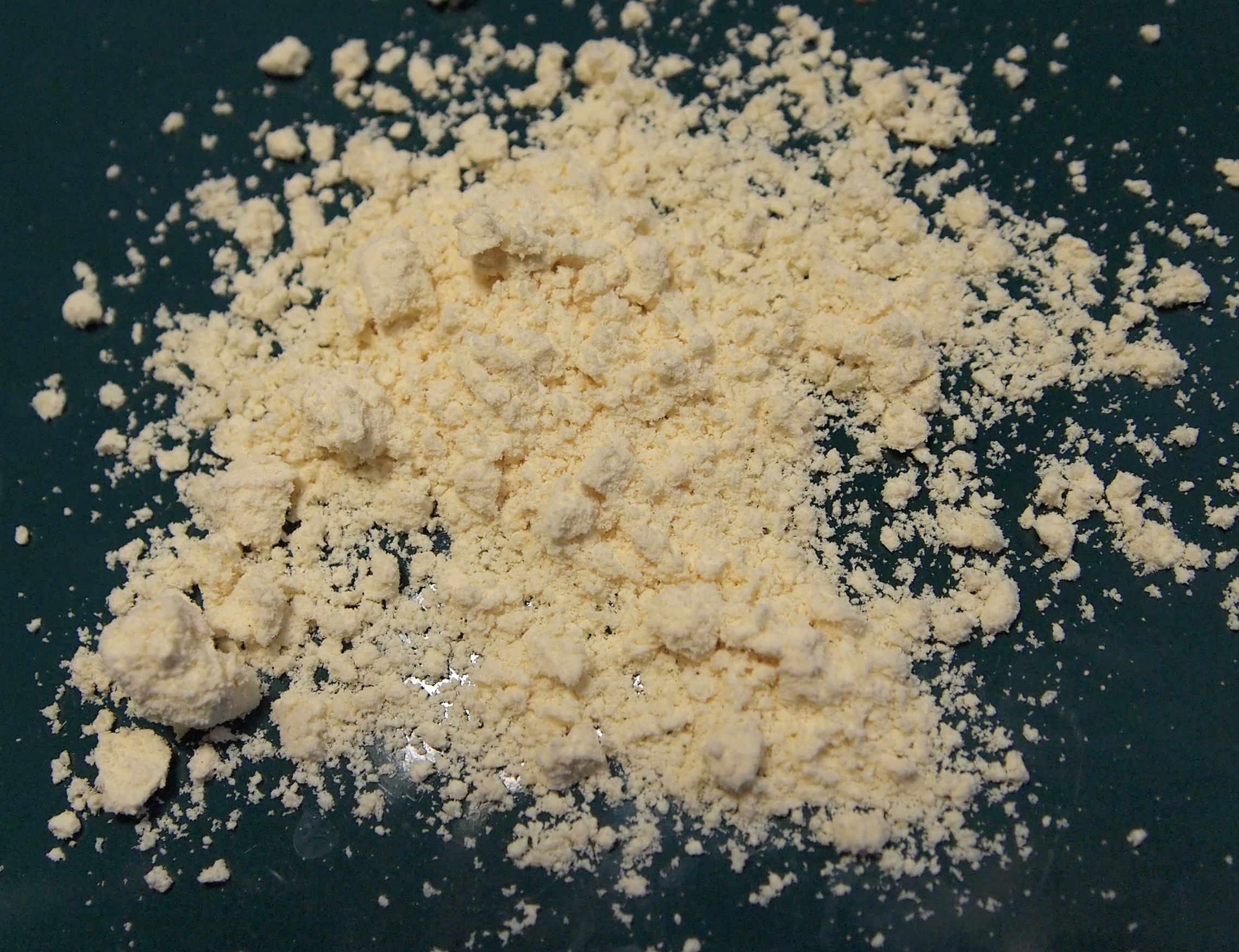

Sinonimia
- Dolichos soja L.
- Glycine angustifolia Miq.
- Glycine gracilis Skvortsov
- Glycine hispida (Moench) Maxim.
- Glycine soja sensu auct.
- Phaseolus max L.
- soja angustifolia Miq.
- soja hispida Moench
- soja japonica Savi
- soja max (L.) Piper
- soja soja H.Karst.
- soja viridis Savi[31]